# Arne Paus

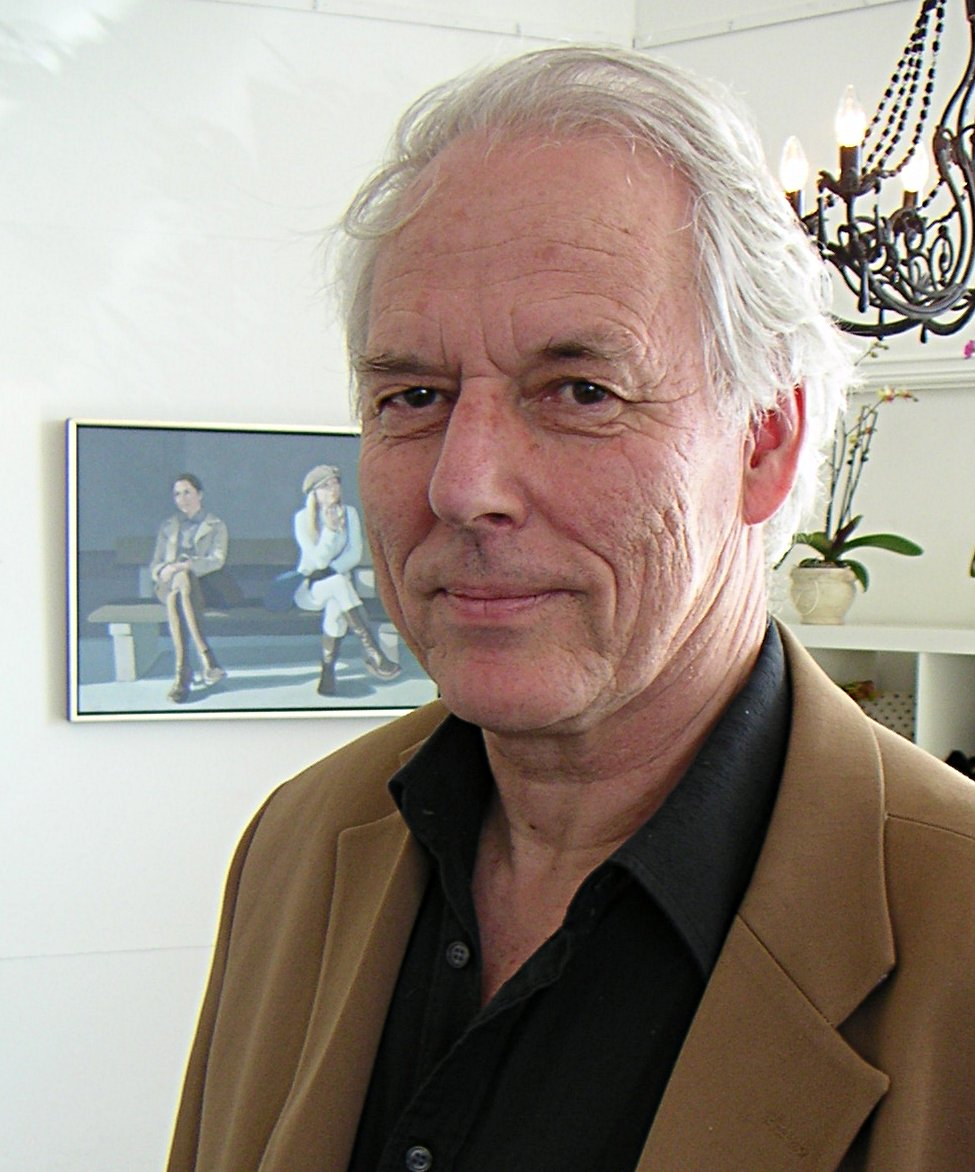
Paus 2007

Arne Paus, född 2 maj 1943 i Oslo, är en norsk målare. Han är utbildad vid Kunstakademie Düsseldorf 1964–1966 och Statens Kunstakademi 1967–1970. Han är främst känd för sina stora landskapsmålningar i romantisk-realistisk stil, i synnerhet från Aurdal i Valdres där han varit bosatt och har sitt sommarställe. Paus var på 1970-talet en av initiativtagarna till en rad utställningar med norska målare med liknande figurativa ideal, knutna till Odd Nerdrum och kretsen kring honom.